# يوليا أفديفا
يوليا أنتونوفنا أفديفا (بالروسية:Юлия Антоновна Авдеева؛ من مواليد 6 يوليو 2002) لاعبة تنس روسية محترفة. وصلت لأعلى تصنيف لها في مسيرتها المهنية في الفردي حسب رابطة محترفات التنس هو المركز 188، والذي حققته في 20 مايو 2024، والمركز 365 في الزوجي، والذي حققته في 16 سبتمبر 2024.

## مسيرتها الرياضية
فازت أفديفا بأول لقب كبير لها في الاتحاد الدولي للتنس في كأس هامبورغ للسيدات والرجال 2023. وصلت أيضًا إلى نهائي الزوجي مع شريكتها إيكاترينا ماكلاكوفا، لكنها خسرت أمام التوأم الألمانيتين تاييسيا مورديرجر ويانا مورديرجر.
في فبراير 2024، فازت ببطولة بطولة بورغ فاتشتر المفتوحة للسيدات، بفوزها على بولينا كوديرميتوفا، بيرفو جنكيز، مارينا باسولز ريبيرا، أوسيان دودين، وأليسون فان أويتفانك في النهائي. في أبريل، ظهرت لأول مرة في بطولات اتحاد لاعبات التنس المحترفات العالمية 125، كما شاركت في بطولة بطولة أويراس المفتوحة للسيدات، حيث وصلت إلى الدور الثاني.
تأهلت المصنفة رقم 188 إلى أول بطولة كبرى لها في بطولة فرنسا المفتوحة 2024 بعد أن هزمت إميليانا أرانجو ومارغو روفروي وأوليفيا غاديكي، لكنها خسرت أمام المصنفة الثالثة كوكو غوف في الجولة الأولى من القرعة الرئيسية.